# 依吹怜
依吹 怜（いぶき れい、1990年4月28日 - ）は、東京都出身のファッションモデル。ソニーミュージックアーティスツ所属。前事務所はニュートラルマネジメント （NMT inc.）

## 来歴
モデルになりたいと想いながら小学校の教員を目指していたが、友人との相談の末にモデルになることを決断した。

## 人物・エピソード
- 順天堂大学スポーツ健康科学部 卒業。小学校教諭二種免許状、中学校教諭一種免許状（保健体育科）、高等学校教諭一種免許状（保健体育科）、特別支援学校教諭免許状を所有。
- 最大潜水深度30～40メートル程度のアドバンスドオープンウォーターダイバーの資格を持つ。
- 特技はバレーボール、鉄棒（大車輪）、キックボクシング。
- バレーボールは小学4年生から9年間続けていた[1][3]。ポジションはセッター。2015年現在も試合観戦に多く行く程のファンである[3]。
- 特殊な花粉症で、花粉降り始め時期のみに一気に症状が出る[4]。
- レプロエンタテインメント所属の松原汐織[5] や、ガンズマネージメント所属の森本奈緒[6] といった同い年のモデルと仲が良く、特に森本とはファミリーマートのCMでも共演している[6]。
- 朝だ!生です旅サラダ（朝日放送テレビ）第7期「旅サラダガールズ」として活動。
- 2021年11月、翌年から開幕するジャパンラグビーリーグワンオフィシャルサポーターに就任[7]。
- 2023年6月24日のLOVEかわさき放送内で第一子を妊娠した事を明かした。

## 出演

### テレビ番組
- 日立 世界・ふしぎ発見!（2018年6月16日、11月24日、2019年2月16日、6月1日、2020年1月18日　TBS）- ミステリーハンター
- 格闘王誕生！ONE Championship（2019年1月9日 - 2020年12月　テレビ東京) - ナビゲーター
- LOVEかわさき（2020年4月4日 - 、tvk）- プレゼンター

### CM
- 資生堂「d プログラム」（アレルバリアテクノロジーで肌を守る実験 篇）
- キリン「トロピカーナ フルーツ+ベジタブル」（陸の動物 篇）
- 阿波銀行（阿波三姉妹三女 篇）
- リンナイ「乾太くん」（ボクは知ってる、ママの笑顔のヒミツ 篇）
- 桐灰科学「足の冷えない不思議なくつ下」（すぐに冷えちゃう 篇）
- フットジョイ
- ABCマート「new balance 996」「ホーキンス シプスキンブーツ」
- ユニクロ「5分で完成！RUMIさん発 旬服に合う大人ヘアアレンジ」
- スタージュエリー「70th ANNIVERSARY CHRISTMAS」
- 全日本空輸「ANAダイナミックパッケージ」（旅のワガママ篇 A）・（旅のワガママ篇B）
- 花王「ビオレ スキンケア洗顔料」（肌感触よくなる 篇）
- ケンタッキーフライドチキン（バーレル花見 篇）
- アトレ
- 日本IBM
- niko and…（Choice10月 篇）
- スズキ「ハスラー」
- 日本コカ・コーラ「い・ろ・は・す もも」「アクエリアス」
- DeNA モバゲー「パズ億」
- 雲海酒造「そば焼酎雲海」（そば&ソーダ登場 篇）
- ユニバーサル・スタジオ・ジャパン「バイオハザード・ザ・リアル」（15周年リボーン 篇）
- ジュジュ化粧品「アクアモイスト潤密」
- 花王「エマール」
- ABCマート「リーボックZIGTECH(ジグテック)」（2012年5月）
- ユニ・チャーム「チャームソフトタンポン」（2012年8月）
- ABCマート「VANSファーリボンブーツ」（2012年12月）
- すき家「マヨ牛」（2012年12月-）
- 森下仁丹「ビフィーナ ビギン」（ビフィズス菌が生きて腸まで届く 篇）（2013年）
- グアム政府観光局「グアムでしかできない50のこと OL篇」（2014年）
- ファミリーマート「生まれ変わったおむすび篇」（2015年7月 -[6]）
- ビッグモーター「歌う佐藤さん篇」「３つの佐藤さん篇」（2019年2月-）

### スチール
- 大正製薬「リポビタンD」
- 東芝「アルカリ乾電池」
- 東芝「充電式乾電池『IMPULSE』」[8]
- ナチュラグラッセ
- アプロンワールド
- PINKsCANTY
- 内海産業

### 雑誌
- InRed（宝島社）
- GINGER（幻冬舎）
- 美人百花（角川春樹事務所）
- steady.（宝島社）
- BAILA（集英社）
- 美的（小学館）
- VoCE（講談社）
- MAQUIA（集英社）
- up PLUS（ネコ・パブリッシング）
- anan（マガジンハウス）
- ゼクシィ（リクルート）
- ウエディング ブック（ウインドアンドサン）
- 日経マガジンスタイル（日本経済新聞社）
- Shinbiyo（新美容出版）
- レジーナ（プレジデント社）
- からだにいいこと（祥伝社）
- レタスクラブ（KADOKAWA）
- 東京ウォーカー（KADOKAWA）
- ビーズfriend（ブティック社）
- MonoMax（宝島社）
- AVEDA STYLE BOOK（ネコ・パブリッシング）
- THE BANGS METHOD（女性モード社）
- ブレーン（宣伝会議）
- ガールズバイカー【表紙含む】（造形社）
- ファインボーイズ時計（日之出出版）
- 大人女子の体幹ストレッチ【表紙含む】（学研）